# Korîstova, Volociîsk
Korîstova (în ucraineană Користова) este localitatea de reședință a comunei Korîstova din raionul Volociîsk, regiunea Hmelnîțkîi, Ucraina.

## Demografie
Componența lingvistică a localității Korîstova
     Ucraineană (98,44%)
     Rusă (1,36%)
     Alte limbi (0,14%)
Conform recensământului din 2001, majoritatea populației localității Korîstova era vorbitoare de ucraineană (98,44%), existând în minoritate și vorbitori de rusă (1,36%).